# Rabka-Zdrój (przystanek kolejowy)
Rabka-Zdrój – przystanek kolejowy w Rabce-Zdroju, w województwie małopolskim, w Polsce. Według klasyfikacji PKP ma kategorię dworca turystycznego.

## Ruch pasażerski
| Rok  | Wymiana pasażerska na dobę |
| ---- | -------------------------- |
| 2017 | 100-149                    |
| 2022 | 150-199                    |
| 2023 | 100-149                    |

Przystanek został otwarty w 1884 roku w ramach budowy Galicyjskiej Kolei Transwersalnej. W 1993 zabudowa zespołu dworcowego została wpisana do rejestru zabytków. W latach 1927–1939 oraz 1945–1952 przystanek ten figurował w spisach jako stacja kolejowa.

## Położenie
Dworzec kolejowy w Rabce-Zdroju znajduje się w zachodniej części miejscowości przy ulicy Orkana 27. W pobliżu dworca znajdują się 2 przystanki autobusowe: Rabka-Zdrój pl. św. Mikołaja i Rabka-Zdrój ul. Orkana oraz parking.

## Historia

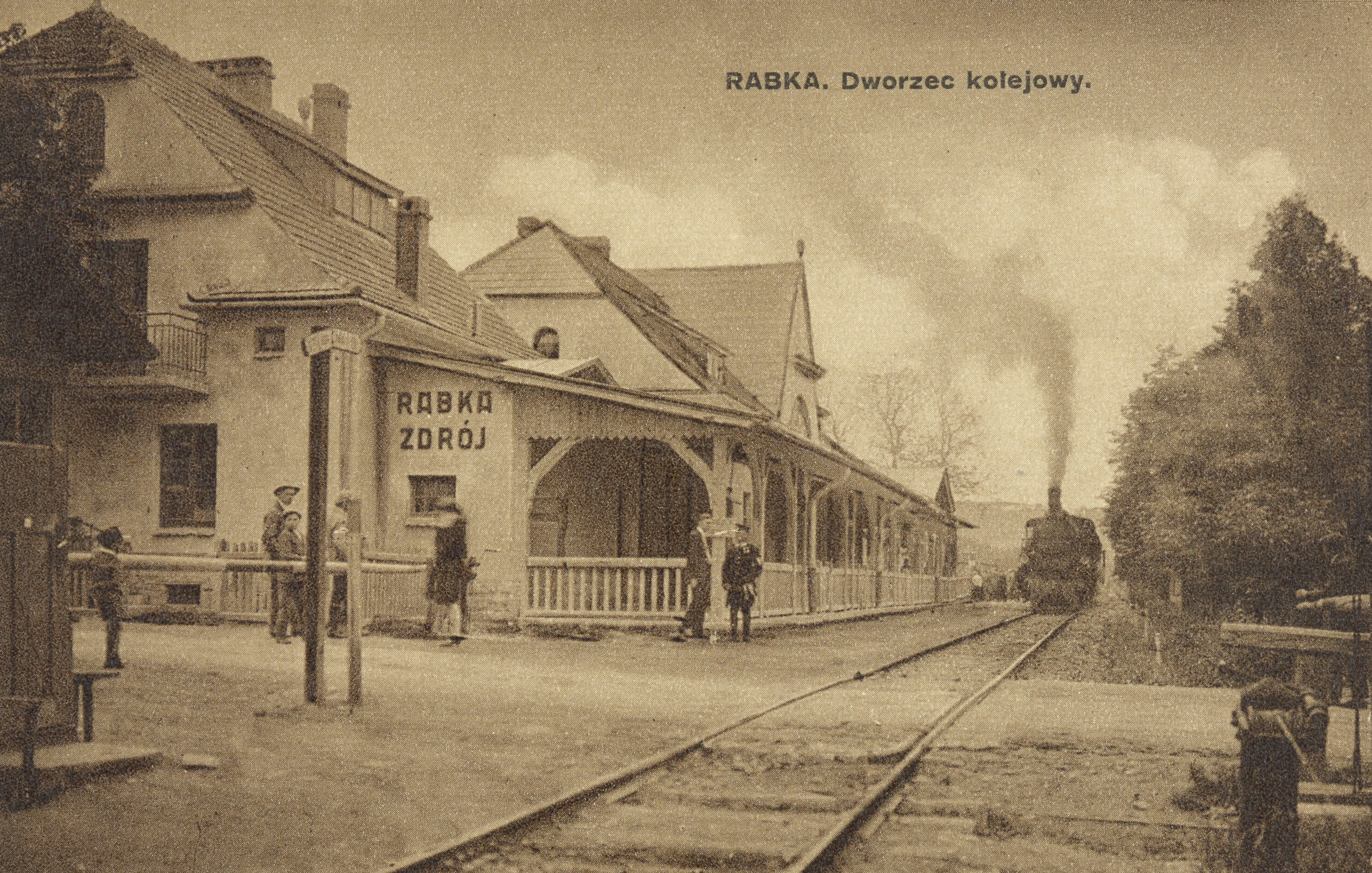
Dworzec kolejowy około 1931

W latach 50. XIX w. Galicja miała tylko jedno połączenie kolejowe z Austrią – Kolej Północną (łączącą Wiedeń z Krakowem) i Kolej Karola Ludwika (kolej na wschód od Krakowa). Rząd wiedeński nie był zainteresowany dalszym rozwojem sieci kolejowej. W 1866 roku podczas wojny prusko-austriackiej na krótko została zajęta stacja w Oświęcimiu oraz wysadzonych zostało kilka mostów, co poskutkowało przerwaniem połączenia kolejowego cesarstwa z Galicją. Już 2 lata później przedstawiono rozmaite projekty nowych połączeń kolejowych, jednak ich realizacja postępowała bardzo wolno.
5 kwietnia 1881 przedłożono projekt ustawy o budowie kolei transwersalnej (poprzecznej), a dokładniej mówiąc odcinków uzupełniających już wybudowane szlaki i układające się w jednolity ciąg komunikacyjny od Żywca do Husiatyna nad granicą rosyjską. Później projekt ten rozszerzono o odcinek od Żywca do granicy węgierskiej pod Zwardoniem, z Podgórza do Oświęcimia i Skawiny do Suchej. Uroczyste rozpoczęcie prac na odcinku Żywiec – Nowy Sącz nastąpiło 17 października 1882. Pod koniec 1884 otwarto wszystkie linie wchodzące w skład Galicyjskiej Kolei Transwersalnej o łącznej długości 555 km wraz ze przystankiem w Rabce.
W 1925 roku przy przystanku wybudowano dworzec kolejowy. 17 grudnia 1993 zabudowa zespołu dworcowego (dworzec, dom mieszkalny i budka dróżnika) została wpisana do rejestru zabytków.
22 marca 2004 zawieszono ruch pasażerski w kierunku Nowego Sącza.
We wrześniu 2010 zostały zamknięte kasa biletowa i poczekalnia.
W maju 2013 przedsiębiorstwo Profes rozpoczęło remont dworca. W ramach inwestycji budynek został gruntownie odnowiony na zewnątrz i wewnątrz. Na parterze wydzielono przestrzeń dla podróżnych: poczekalnię, kasy oraz toalety. Dawna poczekalnia wraz z kasami, część pomieszczeń na parterze oraz cała powierzchnia na piętrze została przygotowana dla biblioteki publicznej. 11 grudnia 2014 wyremontowany dworzec został ponownie otwarty, a w marcu 2015 do obiektu przeniosła się Miejska Biblioteka Publiczna, a w maju Punkt Informacji Turystycznej.

## Linie kolejowe
Przystanek znajduje się przy jednotorowej linii kolejowej nr 104 Chabówka – Nowy Sącz. Linia ta na odcinku Chabówka – Rabka-Zdrój jest zelektryfikowana.

## Infrastruktura
Na przystanku znajduje się jeden jednokrawędziowy peron o długości 200 m i wysokości 24 cm nad poziomem główki szyny. Peron jest zadaszony oraz znajdują się na nim ławki i głośniki służące do zapowiadania pociągów.

## Ruch pociągów
Na przystanku zatrzymują się pociągi Regio spółki Przewozy Regionalne kursujące pomiędzy Krakowem Głównym a Zakopanem. Składy te w Rabce zmieniają kierunek jazdy – przyjeżdżają i wracają ze strony stacji Chabówka. Jest to spowodowane układem stacji kolejowej w Chabówce, który wymusza zmianę kierunku jazdy pociągów. Zmiana kierunku jazdy w Rabce jest możliwa tylko przez składy posiadające kabiny sterownicze na obu końcach. Z uwagi na układ torowy nie jest możliwa zmiana kierunku lokomotywy z wagonami. Czas przejazdu związany z przyjazdem i powrotem z Chabówki wynosi około 6 minut.
Do 21 marca 2004 z Rabki-Zdroju kursowały również pociągi pasażerskie w kierunku Nowego Sącza.
Poza ogólnodostępnymi pociągami pasażerskimi, w Rabce-Zdroju zatrzymują się również okazjonalne pociągi retro obsługiwane przez skansen w Chabówce.

## Galeria

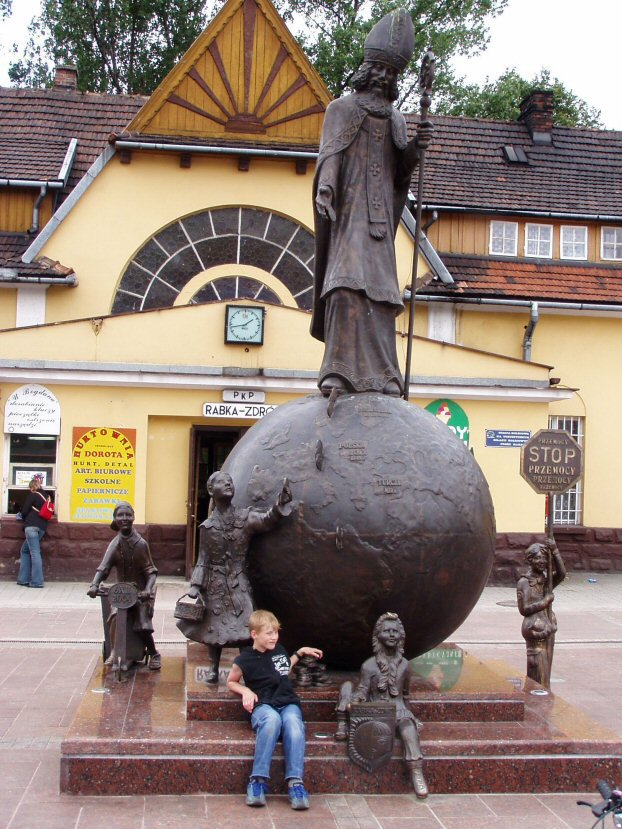
Pomnik św. Mikołaja
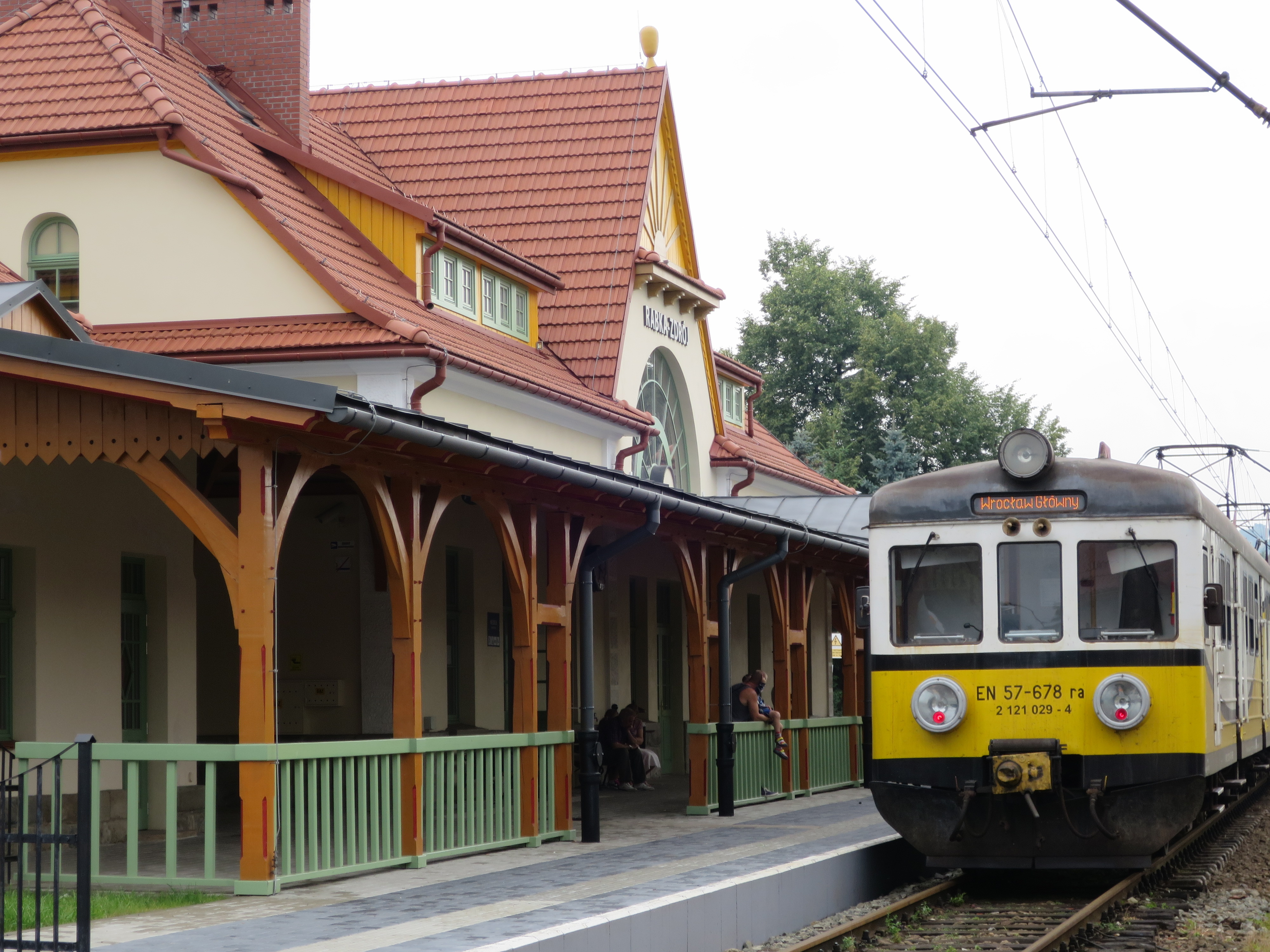
EN57 przy peronie
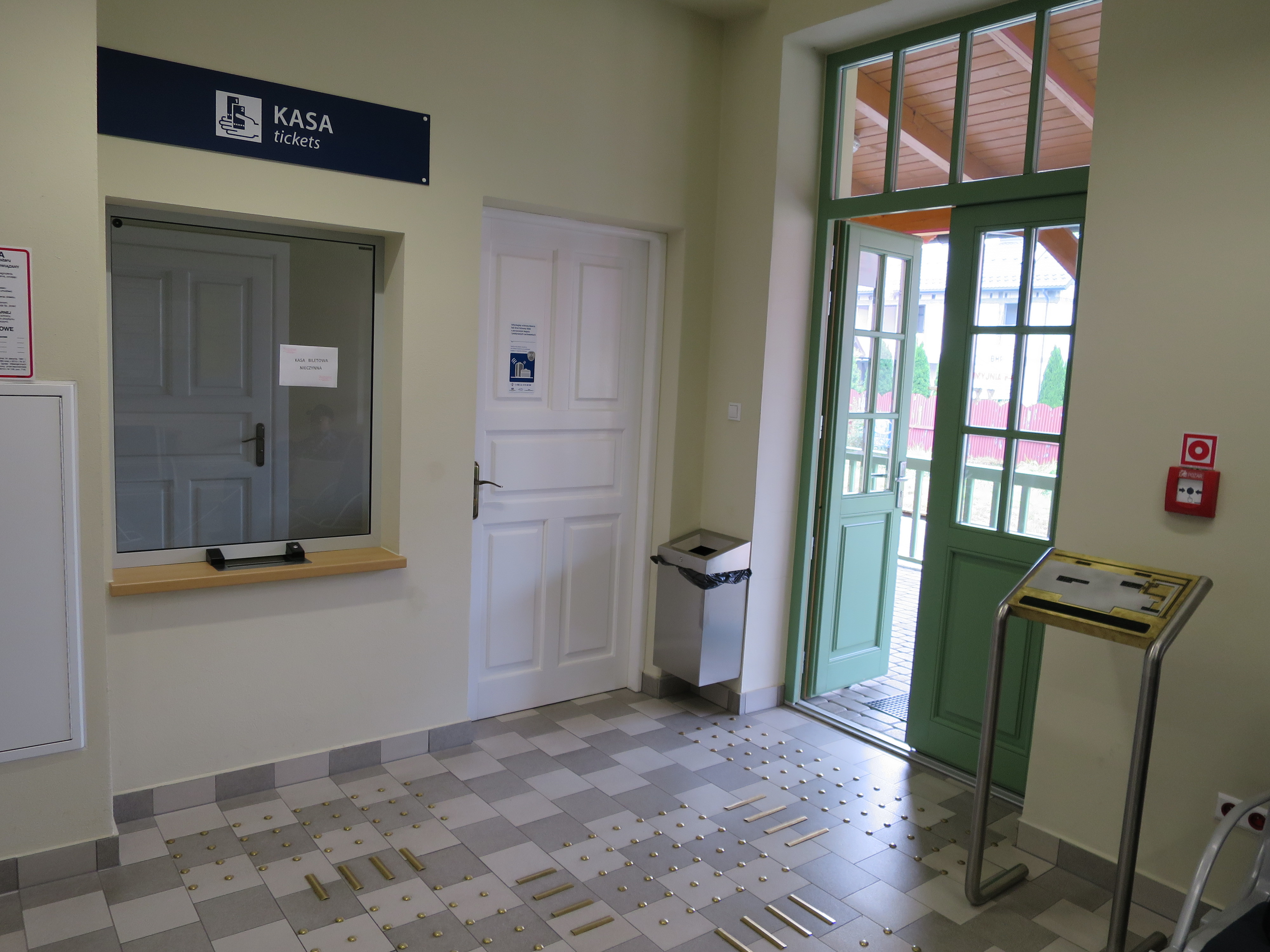
Nieczynna kasa
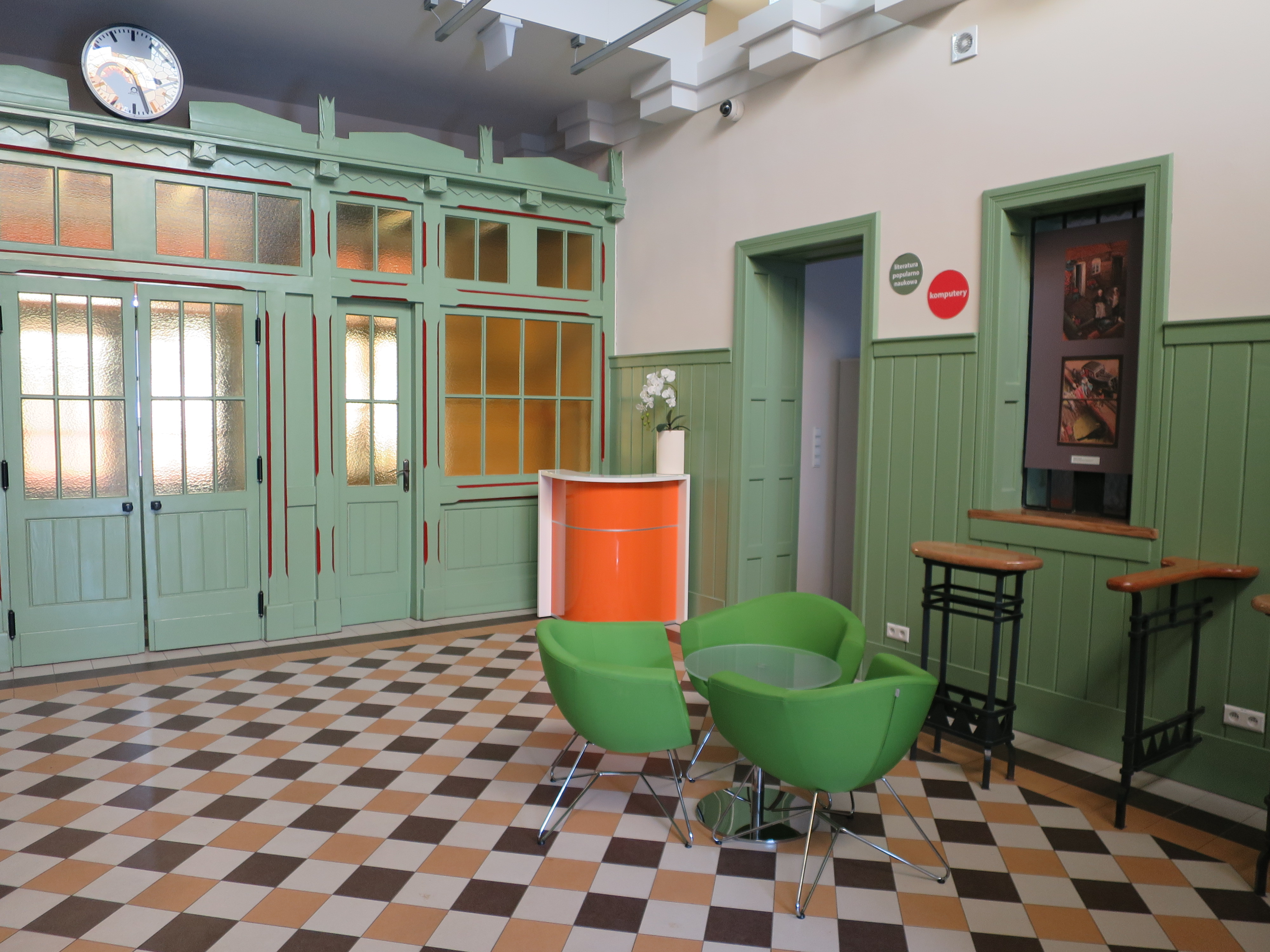
Wnętrze dworca
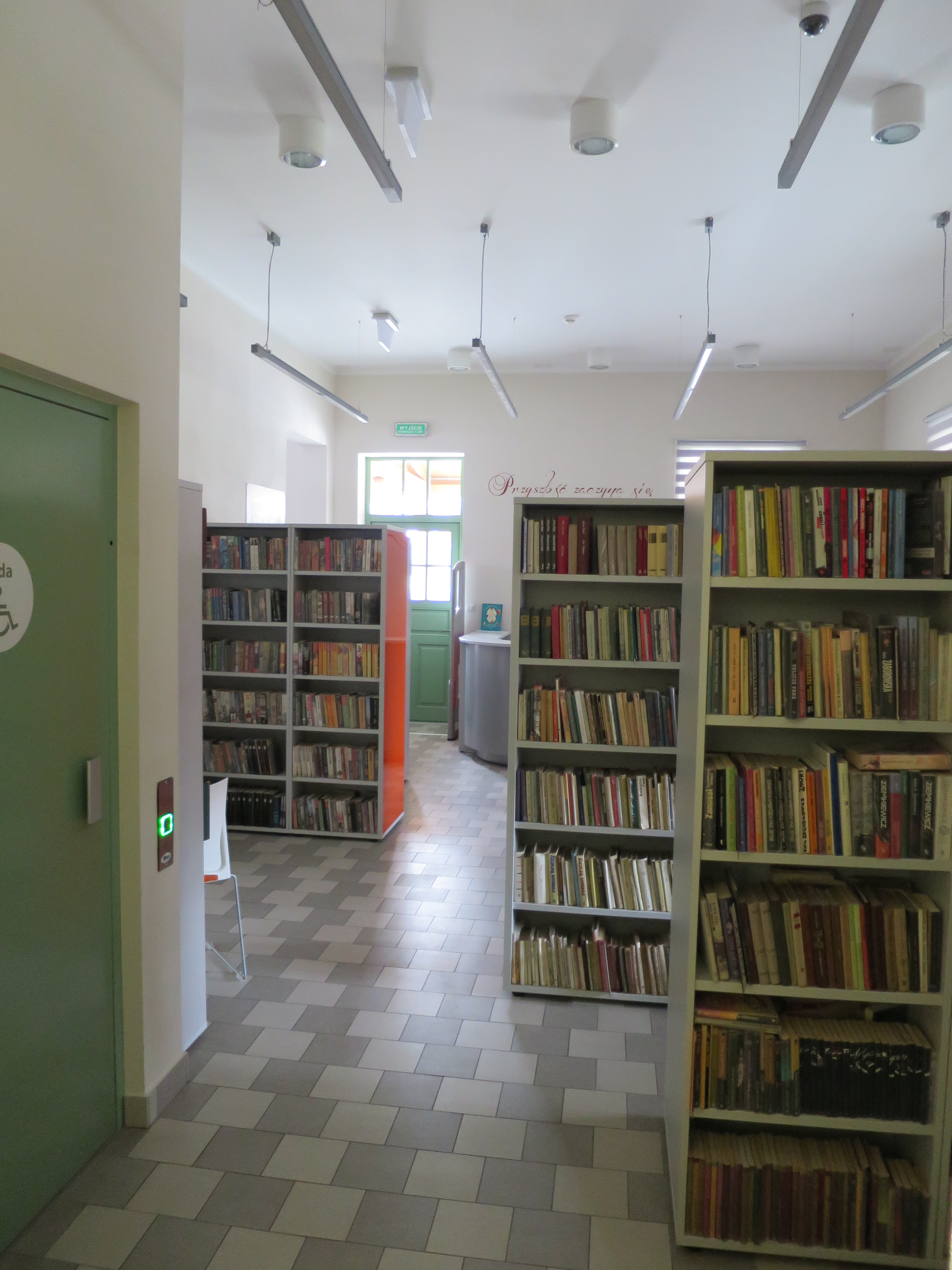
Biblioteka